# Nova Veneza, Goiás
Nova Veneza là một đô thị thuộc bang Goiás, Brasil. Đô thị này có diện tích 123,376 km², dân số năm 2007 là 7457 người, mật độ 60,4 người/km².